# Луций Корнелий Сципион Барбат
Вижте пояснителната страница за други личности с името Луций Корнелий Сципион.
Луций Корнелий Сципион Барбат (на латински: Lucius Cornelius Scipio Barbatus) e политик и генерал на Римската република.
Луций Барбат не е първият представител на клон Сципиони на фамилия Корнелии, но се смята за прародител на фамилията. Той е внук на Публий Корнелий Сципион (консулски военен трибун 395 и 394 пр.н.е.) и син на Публий Корнелий Сципион Барбат (консул 328 пр.н.е.).
Той е баща на Гней Корнелий Сципион Азина (консул 260 и 254 пр.н.е.) и на Луций Корнелий Сципион (консул 259 пр.н.е.) и прапрадядо на Сципион Африкански.
През 301 пр.н.е. Сципион Барбат е едил. През 298 пр.н.е. е консул с Гней Фулвий Максим Кентумал и се бие успешно против етруските в Етрурия близо до Волтера. Той превзема Тавразия и Кизаума, подчинява цяла Лукания и за малко Самниум.
През 295 пр.н.е. Барбат става пропретор, през 280 пр.н.е. цензор и още преди 304 пр.н.е. той е pontifex maximus.
Умира след 280 пр.н.е. Той е първият, погребан в гробницата на Сципионите. Неговият саркофаг („Peperinsarkophag“) се намира днес във Ватиканския музей.